# 矢車菊藍
矢車菊藍（英語：Cornflower blue），藍中微帶紫色調，因矢車菊而得名，矢車菊藍是真實地存在，但多數「藍色」花之中是藍中帶紫的。小說家卓克·帕拉力克聲稱矢車菊藍至少一次出現在他每本著作中。因英文的稱呼與玉米粉（Corn flour）相似而常常混淆，玉米粉本身的顏色是淺黃色的。